# Carl Vincenz Hartlieb von Wallthor

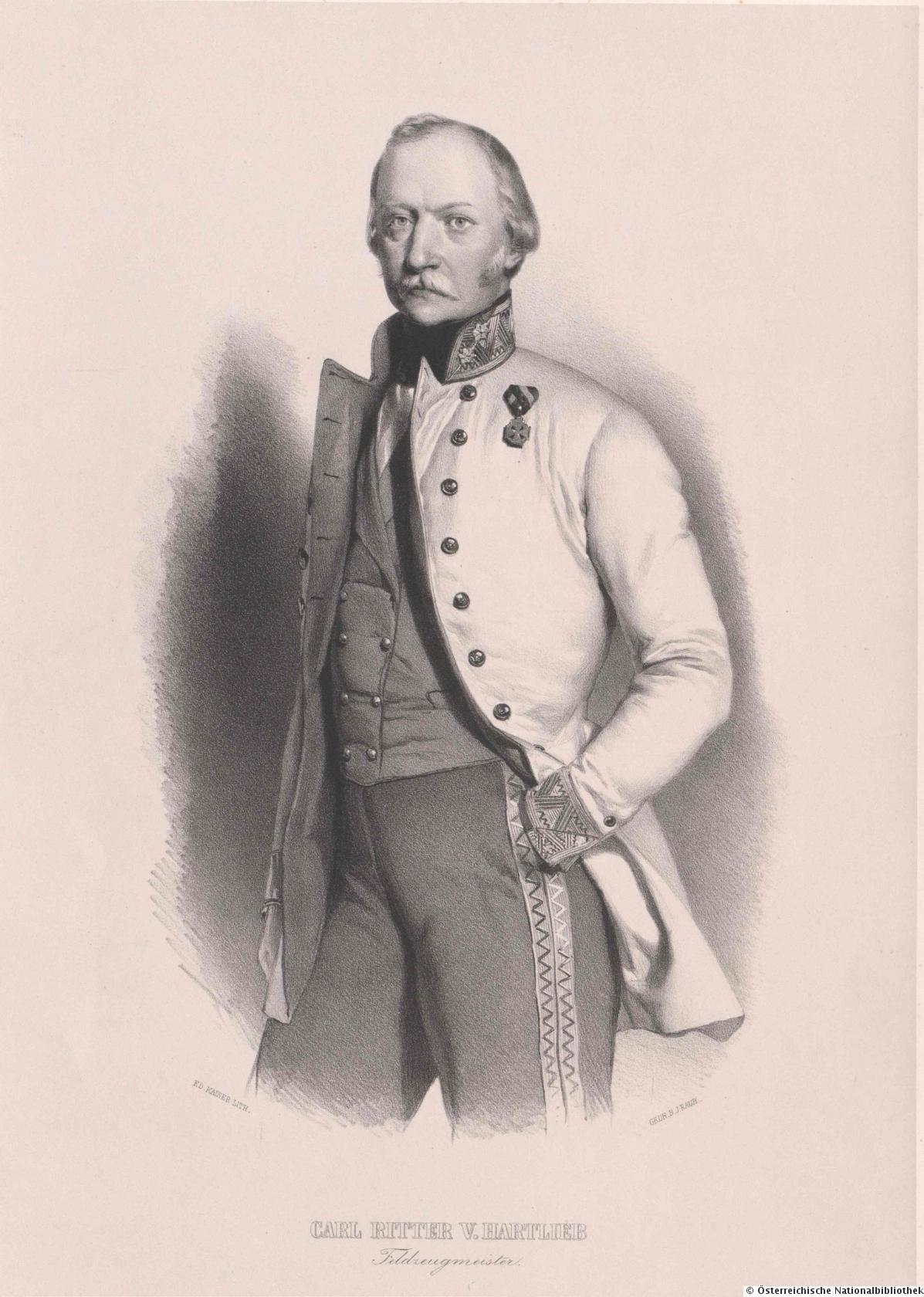
FML Carl Vinzenz Hartlieb von Wallthor

Carl Vincenz Freiherr Hartlieb von Wallthor (* 11. März 1785 in Gastorf/Böhmen als Carl Vincenz Ritter von Hartlieb; † 21. August 1862 in  Karlovac, Kroatien) war ein österreichischer Feldmarschallleutnant. Er diente 45 Jahre in der Kaiserlich-Königlichen Armee, davon 30 Jahre im Generalstab.

## Leben

### Frühe Karriere
Carl Vincenz Hartlieb wurde in der Wiener Neustädter Akademie erzogen und trat am 1. Januar 1804 als Fähnrich in das K. u. K. Infanterie-Regiment Reuß-Plauen Nr. 17 ein. Er machte den Feldzug von 1805 mit, wurde am 1. September 1805  Leutnant im Pionierkorps, dann in das Infanterie-Regiment Baron Fröhlich (später Benedek Nr. 28) versetzt. Bis 1808 wurde er abwechselnd in der Zeichnungskanzlei, beim General-Quartiermeisterstab und im Kriegsarchiv verwendet. 1808 war er als Lehrer für Situationszeichnung dem späteren Kaiser Ferdinand zugeteilt. Am 16. Februar 1809 wurde er Oberleutnant im General-Quartiermeisterstab, machte den Feldzug von 1809 mit und wurde am 3. August 1809 zum Hauptmann befördert.
Während des Russlandfeldzuges 1812 diente Hartlieb in verschiedenen Brigaden. Im Hauptquartier Schwarzenbergs arbeitete er bei der Anfertigung der Operationskarte mit. Im Feldzug von 1814 befand er sich im Hauptquartier des Korps von Alois Liechtenstein. Er wurde dabei mit der Überführung des in der Schweiz befindlichen Belagerungsgeschützes nach Besançon beauftragt und nach der Einnahme von Paris (31. März) führte er als Beauftragter der alliierten Mächte die 800 Mann starke Bewachungstruppe für Napoleon Bonaparte nach Elba.
Im Jahr 1815 war er erst im Präsidialbüro des Generals Friedrich Karl von Langenau angestellt und ging dann ins Hauptquartier nach Heidelberg. Im Sommerfeldzug von 1815 war er in der militärischen Aufklärung tätig. Am 16. Juli 1815 erfolgte seine Beförderung zum Major.

### Während der Friedensjahre
Von 1816 bis 1823 war er zunächst Unterdirektor in der Zeichnungskanzlei und leitete die Triangulation der Umgebung Wiens (1817) sowie die Vermessung und Kartierung weiterer Gebiete in Tirol und Ungarn. Vom September 1823 bis 1836 wirkte er als Direktor der Zeichnungskanzlei; zwischenzeitlich wurde er zum Oberstleutnant (1828), dann zum Oberst (1831) befördert. Hartlieb vollendete die ihm übertragene Ausarbeitung des Jäger-Reglements, worauf er 1836 das Brigadekommando des Pionierkorps übernahm. Mit 7. Mai 1838 zum Generalmajor ernannt, übernahm er das Brigadekommando in Karlovac in Kroatien, wurde am 18. April 1846 Feldmarschallleutenant und 1847 zweiter Inhaber des Infanterie-Regiments Erzherzog Sigmund Nr. 45.

### Im Revolutionskrieg von 1848
Im Ungarischen Volksaufstand 1848 übernahm FML. Hartlieb das Kommando einer Division, überschritt im September 1848 unter dem Ban Joseph Jelačić von Bužim die Drau und traf mit diesem am 9. Oktober auf dem Laaer Berg vor Wien ein. Als Fürst Windischgraetz zum 28. Oktober 1848 den Angriff auf die Linien Wiens angeordnet hatte, nahm die über das „Wallthor“ vorgehende Division Hartlieb unter seiner Leitung die starke Barrikade an der St. Marxer- und Kleinen Linie, dann alle Barrikaden, mit denen die Vorstadt Landstraße gesperrt war. Der von den mit den Ungarn sympathisierenden Wienern während des Wiener Oktoberaufstandes 1848 geleistete Widerstand gegen den Abmarsch der Truppen nach Ungarn war so heftig, dass die Division Hartlieb bereits zu schwanken begann. Der große persönliche Einsatz Hartliebs brachte die Kolonne jedoch wieder in Bewegung, die nun alle Barrikaden nahm und nach vierstündigem Kampf bis zum Invalidenhaus vorrückte. Bis zum Abend waren das Invalidenhaus, das Mautgebäude, das Tierspital, das Schloss Belvedere und das Palais Schwarzenberg besetzt. Am 31. Oktober 1848 nahm Hartlieb vor der Vorstadt Mariahilf Aufstellung und beschoss das Burgtor mit zehn Geschützen, worauf seine Truppen in die innere Stadt gelangen konnten.
Im Feldzug gegen Ungarn nahm er mit seiner Division vom 15. Dezember 1848 bis zur Einnahme von Pest und der Belagerung von Ofen (21. Mai 1849) an den Operationen des II. Armeekorps unter Jelačić teil. Bereits am 22. November 1848 war ihm der Orden der Eisernen Krone 2. Klasse verliehen worden. Seine Truppen waren beim Vormarsch im westlichen Ungarn an den Schlachten bei Schwechat und Isaszeg beteiligt.

### Ehrungen

Wappen Hartlieb-Wallthor

Schon im Februar 1849 war er zum Militärkommandanten in Laibach ernannt worden. Kaiser Franz Joseph verlieh Hartlieb am 29. Juni 1849 das Ritterkreuz des Militär-Maria-Theresien-Ordens in Anerkennung seiner besonderen Verdienste um den Staat. Am 31. August 1849 wurde er mit gleichzeitiger Ernennung zum Feldzeugmeister nach 45-jähriger Dienstzeit in den Ruhestand versetzt. Den Statuten des Maria Theresien-Ordens gemäß erhielt er mit Diplom vom 26. Oktober 1850 die erbliche Freiherrenwürde und für seinen Einsatz vom Oktober 1848 den Namenszusatz von Wallthor.

## Familie
Seit 9. November 1815 war er mit Friderica Schaibel (1792–1863) verheiratet. Dem Paar wurden die Kinder Maria, Emilie, Carl Theodor, Moritz und Carl Rudolf geboren.